# Challenger de Modena 2024
El torneo Modena Challenger 2024 fue un torneo de tenis perteneció al ATP Challenger Tour 2024 en la categoría Challenger 75. Se trató de la 2ª edición; el torneo tuvo lugar en la ciudad de Modena (Italia), desde el 1 hasta el 7 de julio de 2024 sobre pista de tierra batida al aire libre.

## Jugadores participantes del cuadro de individuales
| Preclasificado | País                    | Jugador                | Rank1 | Posición en el torneo |
| 1              | Bandera de España       | Albert Ramos           | 112   | CAMPEÓN               |
| 2              | Bandera de Argentina    | Thiago Agustín Tirante | 128   | Primera ronda         |
| 3              | Bandera de Francia      | Titouan Droguet        | 133   | Segunda ronda         |
| 4              | Bandera de Italia       | Matteo Gigante         | 135   | Baja                  |
| 5              | Bandera de Italia       | Andrea Pellegrino      | 158   | Cuartos de final      |
| 6              | Bandera de Francia      | Benoît Paire           | 159   | Primera ronda         |
| 7              | Bandera de Perú         | Juan Pablo Varillas    | 162   | Cuartos de final      |
| 8              | Bandera de España       | Oriol Roca Batalla     | 164   | Cuartos de final      |
| 9              | Bandera de China Taipéi | Tseng Chun-hsin        | 168   | Semifinales           |

- 1 Se ha tomado en cuenta el ranking del 24 de junio de 2024.

### Otros participantes
Los siguientes jugadores recibieron una invitación (wild card), por lo tanto ingresan directamente al cuadro principal (WC):
- Federico Arnaboldi
- Jacopo Berrettini
- Gabriele Piraino

Los siguientes jugadores ingresan al cuadro principal tras disputar el cuadro clasificatorio (Q):
- Marco Cecchinato
- Federico Gaio
- August Holmgren
- Daniel Mérida
- Alessandro Pecci
- Mariano Tammaro

## Campeones

### Individual Masculino
- Albert Ramos derrotó en la final a  Federico Arnaboldi por 6–4, 3–6, 6–2

### Dobles Masculino
- Jonathan Eysseric /  George Goldhoff derrotaron en la final a  Andre Begemann /  Patrik Niklas-Salminen por 6–3, 3–6, [10–8]